# Kimura Motoo
Kimura Motoo (tiếng Anh: /kiˈmʊrə motʊ/) là nhà sinh học phân tử người Nhật Bản, được nhắc đến nhiều về các thành tựu nghiên cứu về sinh học lý thuyết, về áp dụng toán học trong nghiên cứu di truyền học, đặc biệt nổi tiếng về thuyết tiến hoá trung tính (neutral theory of molecular evolution)., , , 
Ông có tên trong tiếng Nhật là 木村 資  (Kimura Motō). Nhà di truyền học quần thể nổi tiếng thế giới James Franklin Crow đã đánh giá Kimura là một trong hai nhà di truyền học tiến hóa lớn nhất thế kỉ XX cùng với Gustave Malécot, chỉ sau ba nhà sáng lập thuyết tiến hoá tổng hợp (La théorie synthétique de l'évolution) hiện đại là Ronald Fisher, J. B. S. Haldane và Sewall Wright. Ở Việt Nam, thuyết tiến hóa trung tính của ông được giới thiệu tóm tắt trong chương trình phổ thông.

## Tiểu sử
- Kimura sinh ngày 13 tháng 11 năm 1924 tại Okazaki, là con trai đầu lòng của một doanh nhân. Cha của Kimura rất thích hoa và cây cảnh, đồng thời giáo viên trung học của Kimura cũng động viên, nên Kimura có xu hướng thích thực vật học. Tuy nhiên, Kimura cũng rất hứng thú với toán học, nhưng trong quá trình học tập ở phổ thông lại không thấy mối liên hệ nào giữa hai môn mà mình yêu thích.
- Năm 1942, Kimura vào trường trung học quốc gia ở Nagoya. Ở đây, được làm quen với môn sinh trắc học do M. Kumazawa giảng dạy, nên Kimura nhận ra rằng hai "tình yêu" của mình có thể hợp làm một trong lĩnh vực sinh trắc học này.
- Do chiến tranh thế giới thứ hai, nên thời gian học bậc trung học ở Nhật Bản phải rút ngắn, Kimura vào Đại học Hoàng gia Kyoto từ năm 1944, là sinh viên thực vật học thuộc khoa Khoa học tự nhiên, nhưng  Kimura lại chịu ảnh hưởng lớn của Hitoshi Kihara vốn một là nhà di truyền học ở khoa Nông nghiệp.[3]
- Vào cuối năm học đầu tiên tại Kyoto, sau hai quả bom nguyên tử thả xuống Hiroshima và Nagasaki (1945), Nhật Bản đã đầu hàng. Tuy chiến tranh đã kết thúc, nhưng tình trạng thiếu đói lại gay gắt hơn, nhất là đối với học sinh xa nhà. May thay, Kimura có một người anh em họ ở Kyoto đã trợ giúp ít nhiều. Người này là Matsuhei Tamura, sau trở thành là phó giáo sư của Hideki Yukawa, nhà vật lý lý thuyết.
- Sau tốt nghiệp đại học, Kimura làm việc ở phòng thí nghiệm của Kihara thuộc Kyoto, trong đó có nghiên cứu về di truyền học, sinh học phát triển và di truyền quần thể.
- Trong quá trình  Kimura làm việc ở phòng thí nghiệm của Kihara thuộc Kyoto, nhận ra tài năng của Kimura, nên Kihara không giao cho anh nhiệm vụ cụ thể nào, mà để tự do nghiên cứu. Trong thời gian này, Kimura say sưa các tác phẩm về di truyền học, toán học và tiến hoá luận của Sewall Wright, John B. S. Haldane và Ronald Aylmer Fisher. Anh cũng quan tâm đến các tác phẩm di truyền học hiện đại đương thời của Conrad H. Waddington và Theodosius Dobzhansky.
- Khi Viện Di truyền học Quốc gia được thành lập vào năm 1949 tại Mishima, thì Kihara giới thiệu Kimura làm cộng tác viên nghiên cứu ở đó. Từ đây, Kimura gắn bó với viện cho đến hết đời.
- Ông kết hôn với Hiroko Kimura và họ có một con là Akio. Vào lúc hơn 60 tuổi ông bị bệnh xơ cứng và teo cơ. Vào đúng dịp kỉ niệm ngày sinh thứ 70 của mình, ông tình cờ ngã rồi mất do xuất huyết não.[4], [5]

## Sự nghiệp
- Trong thời gian đầu công tác tại Viện Di truyền học Quốc gia Nhật Bản, ông có một số nghiên cứu và báo cáo. Một nhà khoa học Nhật Bản tỏ ra thích thú với công việc của Kimura, là Taku Komai, bạn học của Thomas Hunt Morgan ở Đại học Columbia. Sau đó, Duncan McDonald và Newton Morton, hai nhà di truyền học người Mỹ công tác tại Ủy ban thảm hoạ bom nguyên tử, đang công tác tại Nhật Bản cũng chú ý đến thành tựu của Kimura. Do vậy, cả ba người này giúp đỡ cả về tài chính lẫn thủ tục cho Kimura đến Hoa Kỳ học tập và nghiên cứu.[3], [5]
- Năm 1953, sau khi sang Hoa Kỳ, Kimura đã nghiên cứu ở Đại học bang Iowa. Ở đây, ông có công bố một số thành tựu về sự trôi dạt di truyền ngẫu nhiên (năm 1954), nhưng bị phản đối. Có lẽ vì thế mà Kimura chuyển đến Đại học Wisconsin.
- Ở Wisconsin, Kimura chỉ mất ngót 2 năm để đạt lấy bằng tiến sĩ. Trước khi đến Hoa Kỳ, Kimura đã ứng dụng phương trình Kolmogorov trong nghiên cứu của mình, do đó ông tiếp tục phát triển các phương trình cho các mô hình di truyền ngẫu nhiên có tính tổng quát cao hơn.
- Sau khi từ đại học Wisconsin trở về Nhật Bản, rồi lập gia đình, ông dành phần còn lại của cuộc đời mình chỉ ở Mishima. Chính ở đây thuyết tiến hoá trung tính đã ra đời.

## Vinh danh
- 1959 – Giải thưởng của Hội di truyền học Nhật Bản.
- 1965 – Giải thưởng tưởng niệm Weldon, Oxford
- 1968 – Giải thưởng viện Hàn  lâm Nhật Bản.
- 1973 – Viện sĩ nước ngoài của Viện Hàn lâm Khoa học Quốc gia Hoa Kỳ.
- 1976 – Danh nhân văn hoá.
- 1976 – Huân chương Văn hoá Nhật Bản (Huy chương Hoàng đế).
- 1982 – Viện sĩ viện Hàn lâm khoa học Nhật Bản.
- 1986 – Huân chương Hiệp sĩ quốc gia Pháp.
- 1986 – Giải thưởng Asahi Shimbun, Nhật Bản.
- 1987 – Giải thưởng John J. Carty của Viện Hàn lâm Khoa học Quốc gia về Sinh học Tiến hóa, Hoa Kỳ.
- 1988 – Giải thưởng quốc tế về sinh học.
- 1992 – Huân chương Darwin của Hiệp hội Hoàng gia Anh quốc.
- 1993 – Viện sĩ nước ngoài của Hội khoa học Hoàng gia Anh quốc.

Ngoài ra, ông còn được nhận bằng danh dự của Đại học Chicago và Đại học Wisconsin. Ông đặc biệt được vinh danh ở quê hương ông là Okazaki: ở đây, ngoài một bảo tàng, Kimura còn được vinh danh bằng một tượng đài của thành phố.